# Neemia
Neemia, indicato anche come Nehemia o Nechemya;  נְחֶמְיָה "Conforto di Yahweh" o "Yahweh ha confortato" (Babilonia, ... – ...; fl. V secolo a.C.), è stato un politico ebreo antico, governatore della Giudea persiana sotto Artaserse I di Persia (465-424 a.C.).
È la figura centrale del Libro di Neemia, che descrive la sua opera di ricostruzione di Gerusalemme durante il periodo del Secondo Tempio. È profeta di Dio (Yahweh).
La maggior parte degli studiosi ritiene che Neemia sia una figura storica e che le parti del Libro di Neemia scritte in prima persona siano storicamente attendibili.

## Biografia

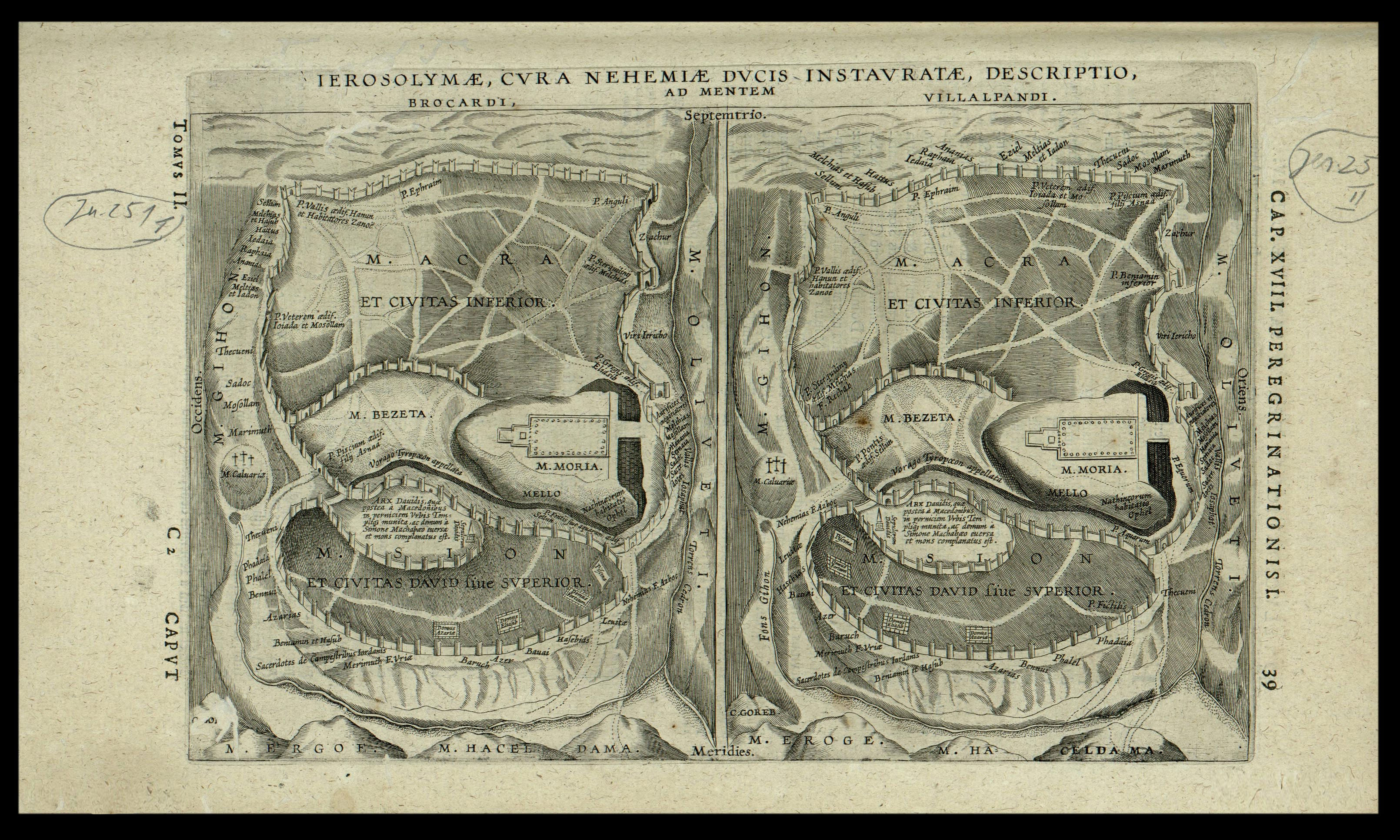
Due mappe di Gerusalemme ai tempi di Neemia. Francesco Quaresmio, Terrae Sanctae Elucidatio, Anversa, 1639

Figlio di ebrei deportati a Babilonia in occasione dell'esilio del 586, nacque certamente a Babilonia, dove con la sua abilità riuscì a raggiungere un alto grado, e divenne coppiere di Artaserse I nella corte persiana di Susa. Probabilmente era eunuco; certamente laico. Quanto egli fece lo mostra animato da vivo zelo per le istituzioni nazionali e religiose del giudaismo. Saputo che le condizioni materiali e morali degli ebrei già rimpatriati a Gerusalemme ai tempi di Ciro il Grande erano pessime, egli, ottenuto il permesso dal re, si recò a Gerusalemme munito di ampi poteri governativi (445 a. C.). Una volta giuntovi, comprese che la necessità più urgente, per proteggere la comunità ebraica dalle possenti e ostili tribù vicine, era quella di ricostruire le mura della città. Rianimato il popolo ormai sfiduciato, e messolo subito al lavoro sotto la sua personale direzione, le mura furono compiute in 52 giorni. Assicurata questa protezione all'esterno, Neemia provvide con sistemi altrettanto energici al ripopolamento della città, alla compattezza nazionale degli abitanti, e al rinvio di mogli straniere che erano entrate a far parte della comunità di Gerusalemme; in un'adunanza tenuta in queste occasioni fu letto pubblicamente un esemplare della Torāh o Legge.
Nel 433 Neemia rientrò alla corte di Susa; ma più tardi tornò ancora una volta a Gerusalemme (un po' prima del 424), per eliminare vari abusi, che nel frattempo si erano diffusi nella comunità, che sorvegliava anche da lontano. Nulla si sa della sua fine.